# Virius Lupus (Konsul)
(Lucius?) Virius Lupus war ein römischer Politiker und Senator des 3. Jahrhunderts.
Virius Lupus war wohl ein Sohn oder Enkel des Konsuls des Jahres 232, Lucius Virius Lupus Iulianus. Eine Inschrift aus Rom zeigt seine Ämterlaufbahn. So war er Suffektkonsul in einem unbekannten Jahr und Statthalter der Provinz Arabien und von Syria Coele, iudex sacrarum cognitionum per Asiam(?) et per Orientem (Richter für kaiserliche Gerichtsverfahren) sowie unter Kaiser Aurelian oder später pontifex Dei Solis (Priester des Sonnengottes). Die Einzelfragen der Datierung seiner Laufbahn sind jedoch umstritten.
Gesichert ist neben dem Konsulat im Jahr 278, zusammen mit Kaiser Probus, seine Stadtpräfektur für die Jahre 278 bis 280. Das Suffektkonsulat wird von der Prosopography of the Later Roman Empire (PLRE) in die Zeit vor 275 datiert, die beiden Statthalterschaften in die Zeit vor 278. Präziser versucht Michel Christol die Statthalterschaft von Arabien und das Suffektkonsulat in die Zeit zwischen 256 und 259, die syrische Statthalterschaft in die zweite Hälfte der Regierung des Kaisers Gallienus zu datieren. Im Jahre 274 sei er Pontifex des Sol geworden, unter Aurelian habe er das Richteramt für Asien(?) und den Osten erhalten. Michael Peachin datiert dies erst in die Regierungszeit des Kaisers Probus.
Peter Jacob datiert die Statthalterschaft in Syrien mit dem Titel praeses in die späten 260er, möglicherweise auch noch die frühen 270er Jahre. Bezüglich des Richteramtes vermutet er, dass die Mission des Lupus die Reorganisation der Provinzen nach der Niederschlagung des Palmyrenischen Sonderreiches war. Unter diesem Gesichtspunkt datiert er die Tätigkeit als iudex für den Orient (zu dem auch Palmyra selbst zählte) auf 273. Bei der Datierung des Priesteramtes des Sol stimmt er mit Christol überein (274) und sieht die Eingliederung in den für Aurelian bedeutendsten Staatskult als Belohnung für eine erfolgreiche Ausübung der juristischen Ämter, zumal er das am frühsten belegte Mitglied des Kollegiums der Solpriester ist.